# Retorik

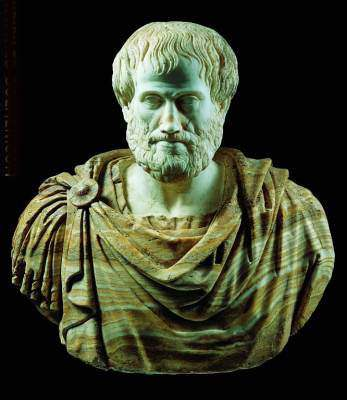
En byst av Aristoteles.

Retorik är läran om talekonsten, såväl i teorin som i praktiken, och den utvecklades under antiken på 400-talet f.Kr.
Den mest välkända definitionen kommer från Aristoteles som beskrev retoriken som "konsten att vad det än gäller finna det som är bäst ägnat att övertyga". Aristoteles indelningar av retoriken fungerar än idag som utgångspunkt för många retoriska tänkare och teoretiker. Det finns emellertid ingen allmänt etablerad definition av ämnet, och flera retorikforskare hävdar att styrkan hos retoriken ligger i definitionens mångfald.
Den utbildade talaren kallades under antiken för retor eller orator; retor kunde då även betyda en lärare i retorik. Under 400-talet, då sofister var framträdande inom området, uppstod den eviga frågan om retoriken är praktisk och legitim eller farlig och omoralisk.
Retoriken fördes vidare från antika Grekland till antika Rom, där det präglade vardagen. Vidare studerade den kristna kyrkans män retorik tillsammans med dialektik och grammatik. Renässansen var en retorisk guldålder, där humanister undervisade andlig och världslig retorik. 
Eftersom latinet under 1800-talet i stor utsträckning ersattes av modersmålet försvann retoriken, men levde kvar i USA, varifrån den åter blev populär efter 1930-talet.

## Historia

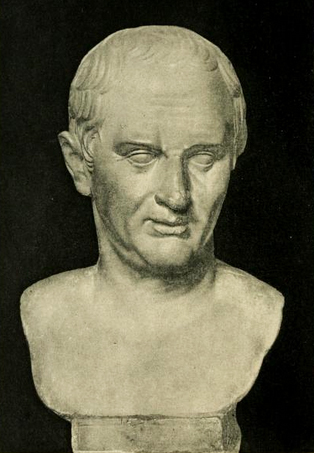
Marcus Tullius Cicero, en känd romersk retoriker.

Aristoteles härleder upptäckten av retoriken till två personer, Korax och Tisias. Enligt historien hade demokratins upprättande på Sicilien under 400-talet f.Kr. resulterat i en livlig debatt gällande vem som ägde vad, framför allt i markfrågor, vilket gav grogrund för talekonstens roll: folk behövde lära sig tala för sin sak. Platon uttryckte ogillande över retoriken, i dialogen Gorgias, men presenterade sedan en mer nyanserad bild av retoriken i Faidros. Därigenom blev retoriken det första klart avgränsade kunskapsområde som var föremål för skriftlig systematisering och vetenskaplig analys. Retoriken uppfanns sålunda inte, utan upptäcktes, och några av de äldsta bevarade texterna som beskriver denna grundläggande systematisering är av Aristoteles hand. Bland andra kända läroboksförfattare i ämnet bör nämnas Cicero, Isokrates och Quintilianus, alla tre verksamma under antiken, samt Vossius.
Retorik har sedan antikens dagar varit ett framstående och vördat ämne vid utbildningar i västvärlden, om än med en viss statusförlust under 1700- och 1800-talen. Genom århundradena hade retoriken haft en självklar roll inom litteraturen, och i och med tillfällesdiktens starka framväxt under 1500-talet komponerades det stora flertalet av dikterna i form av konstfullt, retoriskt utformade tal.
När romantiken anlände, ansåg man att den i hög grad schematiska komposition som retoriken bidrog med var obsolet och hade spelat ut sin roll. Retoriken kom sålunda under 1800-talets senare hälft av sakta försvinna från skolschemat.
Efter andra världskriget började man dock intressera sig för retoriken igen. En orsak var att man under kriget hade sett prov på vilket enormt genomslag propaganda har på en större allmänhet.
Vidare började man inom de humanistiska vetenskaperna inse förtjänsterna med retorikens analytiska verktyg. För retoriken öppnade det senare upp en helt ny arena och idag är det vanligt förekommande att forskare inom områden som psykologi, litteraturvetenskap, kommunikationsvetenskap, juridik, filosofi och språkvetenskap använder sig av retoriska analysmetoder. I en del länder kan man idag därför fortfarande tala om två varianter av retorik: dels den litteraturinriktade retoriken, som föddes som ett försök att fly undan Platons kritik av retoriken, vilken främst fokuserar på språkliga figurer och topiker (topos), och dels den mer moderna tillämpningen där den klassiska retorikens grundprinciper utvecklats för att appliceras på i stort all form av kommunikation. Här bör Chaïm Perelman nämnas som en av de stora förgrundsfigurerna, främst inom området för argumentation.

### Samtida retorik
I modernt svenskt språkbruk förekommer även ordet retorik i betydelsen "konstfullt utformat men i huvudsak innehållslöst språk". Retoriken är moderämnet i den humanistiska bildningstraditionen och har alltid varit nära förbundet med undervisning. Inom den klassiska retoriken användes progymnasmata för att lära ut retorik. Tanken var, att precis som man kunde öva sin kropp med ett träningsprogram med olika övningar i gymnastik, kunde man öva sitt tänkande och sin språkliga förmåga med retoriska övningar, progymnasmata. Ordet gymnasium kommer från denna utbildningstradition. De retoriska övningarna var obligatoriska i skolväsendet ända fram till 1800-talet, och har idag fått ett nytt uppsving tack vare retorikens upprättelse.
Idag har man dock insett att övertygningskonsten handlar om mer än bara ordvalens kontextuella betydelse; att det även mycket handlar om kroppsspråket, budskapet och det egna engagemanget vid framförandet. Retorisk utbildning och träning är ofta otillräcklig, varför man idag talar alltmer om presentationsteknik som ett samlat ord för att träna sig i att bättre övertyga/övertala en publik.
Karlyn Kohrs Campbell, Chaïm Perelman, Jörgen Fafner, Kenneth Burke, Lloyd Bitzer och Dorothy Leeds är några av de författare och teoretiker som bidragit till utvecklingen av den moderna retoriken och konsten att tala inför olika grupper.

#### Retorik i Sverige
Idag är retoriken ett självständigt ämne på fyra institutioner, på vilka både forskning och utbildning bedrivs i ämnet. Dessa fyra är Uppsala universitet, Örebro universitet, Lunds universitet och Södertörns högskola. Utöver dessa lärosäten finns enstaka, kortare retorikkurser på ett flertal svenska lärosäten. Sverige har också sex nu verksamma professorer: Mats Rosengren (Uppsala universitet), Annika Ström (Södertörns högskola), Orla Vigsø (Göteborgs universitet), Otto Fischer (Uppsala universitet), Brigitte Mral (Örebro universitet) och Anders Sigrell (Lunds universitet) samt två professorer emeriti: Lennart Hellspong (Södertörns högskola) och Kurt Johannesson (Uppsala universitet).

## Retorik som begrepp
Retoriken finns allestädes – i det dolda såväl som i det öppna – därför att retoriken är en naturlig del av människans kommunikation. Retoriken används på tre olika plan: för praktik (rhetorica utens), för teori (rhetorica docens) och för analys (rhetorica studens). Än idag har begreppen inte kunnat spåras till någon specifik person, tid eller plats, men troligen har begreppen tillämpats sedan medeltiden. Begreppen utens och docens tros vara sprungna från Aristoteles verk Den nikomachiska etiken, en bok som skall ha haft stort inflytande under medeltiden och stått som underlag för den tidens stora tänkare. I Cambridge History of Later Medieval Philosophy står det att biskopen Albertus Magnus utförde en tolkning på Aristoteles verk utifrån sin kristna tro. Där definierar han begreppen ethica utens och docens på liknande vis som görs idag med rhetorica utens och docens, varför det är troligt att de retoriska begreppen uppkom under medeltiden. Rhetorica studens tillkom troligtvis mycket senare. Begreppen kom att dö ut, men återupptäcktes under 1950-talet av den amerikanske litteraturteoretikern och filosofen Kenneth Burke som omnämnde rhetorica utens och docens i sin bok A Rhetoric of Motives.
Rhetorica utens betecknar tillämpad retorik, men direkt översatt från latin betyder adjektivet utens egentligen att ha pengar att använda, vilket kan vara missvisande. Däremot är ordet utens besläktat med utilias som betyder nytta och som kan härledas till retorisk kommunikation. Rhetorica utens betecknar det praktiska utförandet av retoriken. Praktisk retorik kan vara debatter, politiska tal, blogginlägg eller reklam. Praktisk retorik sker överallt, och eftersom det är en del av hur människor kommunicerar med varandra är den fullkomligt oundviklig. Rhetorica docens betecknar teoretisk retorik, och direkt översatt från latin betyder det besläktade ordet docens att lära, undervisa eller förkunna. Till skillnad från rhetorica utens inbegriper rhetorica docens alltså den teoretiska läran om hur retoriken används i praktiken. Rhetorica studens betecknar retorisk analys och kritisk diskurs. När ett retoriskt objekt blir analyserat tillämpas en retorisk analys.

### Retorisk analys
Inom framför allt den angloamerikanska retorikforskningen har den retoriska analysen blivit en central del, bland annat tack vare Sonja K. Foss verk Rhetorical criticism. Några av de analysmetoder som brukar räknas som retoriska är neo-aristotelisk analys, Fantasy-Themeanalys, pentadanalys, topikanalys, klusteranalys och metaforanalys.

## Retorikens delar

### Talgenrer
Sedan antiken har retoriklärarna kunnat urskilja tre typer av tal, nämligen rättsliga, politiska och ceremoniella sådana, enligt följande:
- Genus judiciale – Den juridiska genren, till vilken rättsliga tal hänförs, exempelvis tal som framförs i domstol, anklagelsetal och försvarstal.
- Genus deliberativum – Den politiska genren, till vilken rådstal hänförs, exempelvis tal om vilka lagar som borde stiftas.
- Genus demonstrativum – Den demonstrativa genren, till vilken lovtal eller smädelsetal hänförs, exempelvis begravningstal och bröllopstal.

### Talarens tre plikter
Enligt den romerske retorn Cicero åligger det retorn tre plikter att uppfylla i ett framförande:
- Delectare – Att behaga sin publik.
- Docere – Att undervisa sin publik.
- Movere – Att (be)röra sin publik.

Dessa plikter svarar till viss del mot Aristoteles tre övertalningsmedel: ethos, logos och pathos, vilka tillsammans brukar kallas pistis.

### Partes
Läran om partes är den praktiska modell som retorn tillämpar vid skapandet av en retorisk framställning, vare sig det gäller ett tal som skall åhöras eller en text som skall läsas. Ursprungligen bestod modellen av de fem delarna inventio, dispositio, elocutio, memoria och actio. Under det senaste århundradet har olika retoriker gjort tillägg till partesmodellen. De tillägg som fått störst genomslag i Sverige är retorikprofessor Lennart Hellspongs inledande intellectio samt begreppet emendatio.

#### Intellectio– att förstå
Retorn analyserar ämnet och den retoriska situationen samt klargör framställningens syfte. I denna del har retorn att förhålla sig till den givna situationens kritiska tidpunkt (kairos), vad som är passande (decorum/aptum), samt publikens föreställningar och uppfattningar (doxa).

#### Inventio– att finna
Retorn samlar stoff till sin retoriska framställning. Till sin hjälp använder retorn sig av topiker – läran om de ställen där ämnen, material och argument finns.

#### Dispositio– att disponera stoffet
Retorn ordnar sitt stoff till talet eller texten. Stoffet kan ordnas enligt flera olika dispositioner, däribland den klassiska retorikens dispositionsordning:
- Exordium - Inledning. Retorn har till syfte att göra sin publik uppmärksam, välvilligt inställd och läraktig
- Narratio - Bakgrund. En kortfattad beskrivning av utgångspunkten och förutsättningar för talets efterföljande argumentation.
- Propositio - Tes. Retorn klargör framställningens budskap.
- Partitio - Uppdelning. Partitio ska underlätta för lyssnarna att följa det fortsatta talet genom att tala om hur det är upplagt.
- Argumentatio - Argumentation. Argumentation för tesen (probatio) och refutatio som bemöter invändningar och motsatta meningar.
- Conclusio/Peroratio - Avslutning. Retorn har till syfte att sammanfatta budskapet, mana sin publik till handling och avrunda anförandet.[14]

#### Elocutio– att formulera
Retorn utformar och utsmyckar stoffet med ord. Till sin hjälp använder retorn sig av troper och stilfigurer. Troper är till exempel:
- Ironi
- Metafor
- Metonymi
- Synekdoke

Stilfigurer är till exempel:
- Allitteration
- Anafor
- Antites
- Interrogatio (retorisk fråga)

#### Memoria– att minnas
Retorn memorerar manuset inför muntligt framförande. Till sin hjälp har retorn olika minnestekniker:
- Innantillärning
- Mindmap
- Platser, loci
- Rytm/rim
- Struktur
- Siffror
- Visualisering

#### Actio– att framföra
Retorn håller sitt anförande. Till sin hjälp har retorn sin röst, kroppsspråk och andra hjälpmedel (såsom klädsel, rekvisita och PowerPoint).

#### Emendatio– att korrigera
Retorn reflekterar, utvärderar och bedömer anförandet eller texten. Erfarenheter och lärdomar läggs i retorns den retoriska verktygslådan (copia).

### Statusläran
Enligt den klassiska retoriken fanns det fyra olika tillvägagångssätt att reda ut oenigheter på:
- Status coniecturalis – Fakticitetsfrågan
- Status definitionis – Definitionsfrågan
- Status qualitatis – Kvalitetsfrågan
- Status translationis – Procedurfrågan

## Argumentation
Argumentation är presentation av argument för eller mot en tes. Irrelevanta argument eller felaktigheter i logiska resonemang innebär argumentationsfel, inom retoriken kallade för fallasier. Argumentationens mål är vad retoriken benämner persuasio, vilket bäst översätts som övertalning. En förutsättning för denna övertalning menar Aristoteles ligger i retorns ethos, logos och pathos: 
- Ethos – Retorns karaktär, vilken utgörs av tre egenskaper:[16]
  - Arete – vishet
  - Fronesis – klokhet
  - Eunoia – välvilja
- Logos – Retorns sakskäl
- Pathos – Retorns visande eller väckande av känslor

Vidare kan argumenten baseras på olika premisser:
- Syllogism – deduktiv slutledningsform
- Paradigm – induktivt exempelargument
- Enthymem – syllogism med dold premiss

## Retorik och kunskap
Förhållandet mellan retorik och kunskap är ett gammalt filosofiskt problem, delvis på grund av våra olika antaganden om kunskapens natur (se epistemologi). Men det står ganska klart att medan kunskap främst handlar om sann rättfärdigad tro, enligt det klassiska kunskapsantagandet, handlar retorik främst om det talade ordet och dess inverkan på en publik. Ordet retorik kan även syfta på "tomt tal" som är likgiltigt inför vad som är sant, och i denna mening är retorik motsatt kunskap. Till exempel Platon kritiserade sofisterna för deras retorik, som hade övertalat folket att döma hans vän Sokrates till döden oavsett vad som var sant. Men retorik används även vid konstruktionen av sanna argument, t.ex. när man identifierar vad som är väsentligt i en mängd sanna men kanske triviala påståenden. Därför är retorik även nära besläktad med kunskap.

## Retorik och etik
Förhållandet mellan retorik och etik har alltid varit ett aktuellt ämne inom retoriken. Retorikens kritiker har alltid beskyllt retoriken för att vara manipulativ. Företrädare för retoriken anser dock att vi själva bär ansvaret för våra språkhandlingar.